# ضربه مستقیم (فیلم ۲۰۰۴)
ضربه مستقیم (به زبان انگلیسی: Direct Action) یک فیلم اکشن آمریکایی محصول سال ۲۰۰۴ به کارگردانی سیدنی جی. فیوری و با بازی دولف لاندگرن می‌باشد.